# Đorđe Vujadinović
Đorđe Vujadinović - em sérvio, Ђорђе Вујадиновић (25 de novembro de 1909 - 5 de outubro de 1990) - foi um futebolista iugoslavo. Ele competiu na Copa do Mundo de 1930, sediada no Uruguai, na qual a Iugoslávia terminou na quarta colocação dentre os treze participantes.